# 福井農政事務所
福井農政事務所（ふくいのうせいじむしょ）は、農林水産省の地方支分部局である北陸農政局の出先機関だった。
2011年9月1日施行の「農林水産省設置法の一部を改正する法律」によって廃止された。

## 組織
- 福井地域センター（福井市つくも）
  - 敦賀支所（敦賀市櫛林 敦賀庁舎）

## 管内事務所
- 九頭竜川下流農業水利事業所 （坂井郡丸岡町愛宕）
  - 九頭竜川下流農業水利事業所